# Гренада (језеро)
Гренада (енгл. Grenada Lake) је вештачко језеро у Сједињеним Америчким Државама. Налази се на територији америчке савезне државе Мисисипи. Површина језера износи 142 km².